# مات تشاو
مات تشاو (بالصينية: 鄒凱光) هو منتج أفلام وكاتب سيناريو ومخرج وممثل الصين وهونغ كونغي، ولد في 4 أغسطس 1968.

## وصلات خارجية
- مات تشاو على موقع IMDb (الإنجليزية)
- مات تشاو على موقع ألو سيني (الفرنسية)
- مات تشاو على موقع ميوزك برينز (الإنجليزية)
- مات تشاو على موقع أول موفي (الإنجليزية)
- مات تشاو على موقع قاعدة بيانات الفيلم (الإنجليزية)
- مات تشاو على موقع كينوبويسك (الروسية)